# 中島郡 (愛知県)
- 令制国一覧 > 東海道 > 尾張国 > 中島郡
- 日本 > 中部地方 > 愛知県 > 中島郡

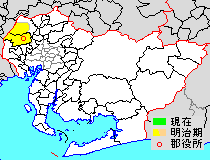
愛知県中島郡の位置（薄黄：後に他郡に編入された区域）

中島郡（なかしまぐん）は、愛知県（尾張国）にあった郡。
本項では1589年の分割以後の尾張国中島郡について説明する。

## 郡域
1878年（明治11年）に行政区画として発足した当時の郡域は、下記の区域にあたる。
- 一宮市の一部（東加賀野井および概ね多加木、丹陽町多加木、森本、丹陽町森本、馬見塚、大赤見、赤見、丹羽、佐千原、高田、木曽川町各町より北東を除く）
- 稲沢市の大部分（祖父江町馬飼・祖父江町拾町野および祖父江町祖父江の一部を除く）
- 清須市の一部（西市場）

## 歴史
1586年（天正14年）の木曽川の大洪水により、美濃国との境に流れていた木曽川が郡内のほぼ中央を流れるようになった。このため、豊臣秀吉の命により、1589年（天正17年）に新しい木曽川を尾張国と美濃国の境とし、2国にまたがる郡となった。

### 近世以降の沿革
- 「旧高旧領取調帳」に記載されている明治初年時点での支配は以下の通り。●は村内に寺社領が存在。（164村）

| 知行 | 知行                 | 村数  | 村名 |
| ---- | -------------------- | ----- | --- |
| 藩領 | 尾張名古屋藩         | 149村 | 西市場村、北市場村、増田村、日下部村、●六角堂村、奥田村、井之口村、赤池村、子生和村、次郎丸村、陸田村、高御堂村、長束村、小池正明寺村、●国府宮村、稲島村、西御堂村、島村、氏永村、妙興寺村、戸塚村、於保村、南高井村、北高井村、林野村、高木村、西宮重村、東宮重村、中島村、石橋村、木全村、桜木村、稲葉村、小沢村、●大塚村、平野村、小寺村、重本村、池部村、横地村、平村、下屋村、浅井村、竹腰村、清水村、天池村、滝村、高松村、戸苅村、築込村、横野村、中野村（現・一宮市）、山口村、馬場村、法花寺村、船橋村、矢合村、堀之内村、千代村、梅須賀村、北島村、有松村、米屋村、中之庄村、堀田村、七ツ寺村、大矢村、込野村、南麻績村、北麻績村、牛踏村、付島村、福島村、野崎村、板葺村、目比村、氷室村、坂田村、井堀村、儀長村、片原一色村、鷲尾村、須ヶ谷村、丸淵村、法立村、平池村、西光坊村、横池村、清兵衛新田、東城村、苅安賀村、宮地花池村、●一之宮村、毛受村、本神戸村、馬寄村、新神戸村、一色村、馬引村、福森村、宮後村、野府村、小原新田、奥村、宮新田、苅安賀新田、朝宮村、富田方村、花井方村、河田方村、二子村、柿木島村、野田村、寺内村、本郷寺内村、東鵜之本村、中牧村、上牧村、桜方村、上祖父江村、中野村（現・稲沢市）、阿古井村、祐久村、富田村、起村、小信中島村、西五城村、東五城村、板倉村、今村（現・一宮市）、蓮池村、西萩原村、吉藤村、萩原村、西之川村、串作村、玉野村、山崎村、森上村、甲新田、二俣村、大牧村、中島新田、上丸淵村、中丸淵村、下丸淵村、甲山新田、勝幡新田、城西村 |
| 藩領 | 美濃今尾藩           | 4村   | 塩川山新田、四貫村、西鵜之本村、神明津村 |
| 藩領 | 名古屋藩・今尾藩     | 7村   | ●下津村、●長野村、松下村、下祖父江村、下起村、娵振村、塩川新田 |
| 藩領 | 名古屋藩・尾張犬山藩 | 4村   | 西島村、西溝口村、今村（現・稲沢市）、三宅村 |

- 明治4年
  - 7月14日（1871年8月29日） - 廃藩置県により、名古屋県、犬山県の管轄となる。
  - 11月22日（1872年1月2日） - 第1次府県統合により、全域が名古屋県の管轄となる。
  - 中野村（現・稲沢市）が改称して西中野村となる。
- 明治初年 - 塩川山新田が塩川新田村に、塩川新田が塩川村にそれぞれ改称。
- 明治5年
  - 4月2日（1872年5月8日） - 愛知県の管轄となる。
  - 今村（現・一宮市）が改称して北今村となる。
- 明治8年（1875年） - 稲葉村・小沢村が合併して稲沢村となる。（163村）
- 明治9年（1876年） - 海西郡領内草平新田が分割して二俣村・桜方村にそれぞれ合併。
- 明治11年（1878年）12月20日 - 郡区町村編制法の愛知県での施行により、行政区画としての中島郡が発足。郡役所が稲沢村に設置。同年、以下の各村の統合が行われる。（152村）
  - 新開村 ← 鷲尾村、丸淵村
  - 開明村 ← 野府村、小原新田
  - 島本村 ← 柿木島村、東鵜之本村
  - 両寺内村 ← 寺内村、本郷寺内村
  - 明地村 ← 阿古井村、吉藤村
  - 三丸淵村 ← 中島新田、上丸淵村、中丸淵村、下丸淵村
  - 二子村・西之川村が萩原村に、清兵衛新田が三宅村に、甲山新田が甲新田にそれぞれ合併。
  - 甲新田の一部が分立して本甲村となる。
- 明治20年（1887年）（155村）
  - 美濃国中島郡三拾町村・馬飼村・拾町野村・東加賀野井村の所属郡が本郡に変更。
  - 有松村・米屋村が合併して高重村となる。

### 町村制以降の沿革
- 明治22年（1889年）10月1日 - 町村制の施行により、以下の町村が発足。（2町56村）

- 稲沢町 ← 稲沢村、桜木村（現・稲沢市）
- 一宮町 ← 一之宮村、一色村（現・一宮市）
- 一治村 ← 高御堂村、小池正明寺村、長束村（現・稲沢市）
- 下津村（単独村制。現・稲沢市）
- 山形村 ← 陸田村、赤池村、子生和村、長野村（現・稲沢市）
- 国府宮村 ← 国府宮村、松下村、島村、次郎丸村（現・稲沢市）
- 稲保村 ← 稲島村（現・稲沢市）、於保村（現・一宮市）
- 中島村 ← 中島村、東宮重村、西御堂村（現・一宮市）、石橋村、木全村（現・稲沢市）
- 新明村 ← 西宮重村、河田方村、林野村、高木村（現・一宮市）
- 苅安賀村（単独村制。現・一宮市）
- 高井村 ← 北高井村、南高井村（現・一宮市）
- 妙興寺村 ← 妙興寺村、氏永村（現・一宮市）
- 三輪村 ← 宮地花池村、戸塚村（現・一宮市）
- 神戸村 ← 本神戸村、新神戸村（現・一宮市）
- 馬寄村（単独村制。現・一宮市）
- 開明村 ← 開明村、宮後村（現・一宮市）
- 日光村 ← 馬引村、福森村、毛受村、花井方村、富田方村（現・一宮市）
- 三条村 ← 苅安賀新田、宮新田、板倉村（現・一宮市）
- 奥村、小信中島村、起村（それぞれ単独村制。現・一宮市）
- 大徳村 ← 東五城村、西五城村、蓮池村、西萩原村、北今村、富田村（現・一宮市）
- 萩原村 ← 萩原村、朝宮村、滝村、高松村、築込村、戸苅村、串作村（現・一宮市）
- 玉野村、明地村（それぞれ単独村制。現・一宮市）
- 祐賀村 ← 祐久村、東加賀野井村（現・一宮市）
- 上祖父江村 ← 上祖父江村、西中野村（現・一宮市）
- 祖父江村 ← 下祖父江村、三拾町村（現・稲沢市）
- 山崎村（単独村制。現・稲沢市）
- 西島村 ← 西島村、横野村（現・稲沢市）
- 光堂村 ← 天池村、下屋村、浅井村、竹腰村、清水村（現・稲沢市）
- 四郷村 ← 平村、中野村、山口村、馬場村（現・稲沢市）
- 国分村 ← 矢合村、船橋村、法花寺村（現・稲沢市）
- 五郷村 ← 平野村、小寺村、横地村、重本村、池部村（現・稲沢市）
- 大塚村、奥田村（それぞれ単独村制。現・稲沢市）
- 四家村 ← 井之口村、六角堂村（現・稲沢市）
- 日下部村（単独村制。現・稲沢市）
- 市田村 ← 北市場村、増田村（現・稲沢市）、西市場村（現・清須市）
- 玉田村 ← 高重村、中之庄村、堀田村、七ツ寺村（現・稲沢市）
- 北島村（単独村制。現・稲沢市）
- 梅代村 ← 梅須賀村、千代村（現・稲沢市）
- 吉田村 ← 付島村、牛踏村、大矢村、込野村（現・稲沢市）
- 豊田村 ← 福島村、北麻績村、堀之内村、野崎村、西溝口村（現・稲沢市）
- 実田村 ← 目比村、今村、坂田村、氷室村、南麻績村（現・稲沢市）
- 三宅村 ← 三宅村、東城村、板葺村（現・稲沢市）
- 六輪村 ← 下起村、娵振村、勝幡新田、城西村、塩川村、塩川新田村（現・稲沢市）
- 左右川村 ← 法立村、西光坊村、平池村、横池村、新開村（現・稲沢市）
- 井長谷村 ← 須ヶ谷村、井堀村、儀長村（現・稲沢市）
- 片原一色村（単独村制。現・稲沢市）
- 領内村 ← 二俣村、本甲村、森上村、大牧村、桜方村（現・稲沢市）
- 丸甲村 ← 三丸淵村、甲新田（現・稲沢市）
- 牧川村 ← 両寺内村、島本村、野田村、中牧村、上牧村（現・稲沢市）
- 西鵜之本村、馬飼村、拾町野村、四貫村、神明津村（それぞれ単独村制。現・稲沢市）

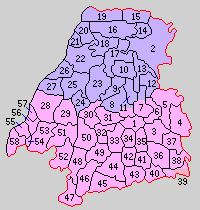
1.稲沢町 2.一宮町 3.一治村 4.下津村 5.山形村 6.国府宮村 7.稲保村 8.中島村 9.新明村 10.苅安賀村 11.高井村 12.妙興寺村 13.三輪村 14.神戸村 15.馬寄村 16.開明村 17.日光村 18.三条村 19.奥村 20.小信中島村 21.起村 22.大徳村 23.萩原村 24.玉野村 25.明地村 26.祐賀村 27.上祖父江村 28.祖父江村 29.山崎村 30.西島村 31.光堂村 32.四郷村 33.国分村 34.五郷村 35.大塚村 36.奥田村 37.四家村 38.日下部村 39.市田村 40.玉田村 41.北島村 42.梅代村 43.吉田村 44.豊田村 45.実田村 46.三宅村 47.六輪村 48.左右川村 49.井長谷村 50.片原一色村 51.領内村 52.丸甲村 53.牧川村 54.西鵜之本村 55.馬飼村 56.拾町野村 57.四貫村 58.神明津村（紫：一宮市 桃：稲沢市 赤：清須市）

- 明治24年（1891年）4月1日 - 郡制を施行。
- 明治27年（1894年）9月13日 - 奥村が町制施行して奥町となる。（3町56村）
- 明治29年（1896年）
  - 2月24日 - 起村が町制施行して起町となる。（4町55村）
  - 4月20日 - 萩原村が町制施行して萩原町となる。（5町54村）
  - 8月17日 - 祖父江村が町制施行して祖父江町となる。（6町53村）
- 明治32年（1899年）8月21日 - 開明村の一部（宮後）が神戸村に編入。
- 明治34年（1901年）
  - 5月15日 - 北島村・玉田村が合併して島田村が発足。（6町52村）
  - 10月12日 - 光堂村・四郷村が合併して光郷村が発足。（6町51村）
- 明治35年（1902年）4月25日（6町49村）
  - 五郷村・大塚村および梅代村の一部（梅須賀）が合併して大江村が発足。
  - 梅代村の残部（千代）が豊田村に編入。
- 明治39年（1906年）5月10日 - 以下の町村の統合が行われる。いずれも新設合併。（6町8村）
  - 祖父江町 ← 丸甲村、領内村、牧川村、山崎村、祖父江町
  - 大里村 ← 島田村、奥田村、四家村、日下部村、市田村
  - 今伊勢村 ← 神戸村、開明村、馬寄村
  - 朝日村 ← 祐賀村、上祖父江村、明地村、玉野村、大徳村［西萩原・蓮池］
  - 起町 ← 大徳村［北今・東五城・西五城・冨田］、起町、小信中島村、三条村
  - 長岡村 ← 馬飼村、拾町野村、西鵜之本村、四貫村、神明津村
  - 明治村 ← 国分村、片原一色村、光郷村、西島村、井長谷村［儀長］
  - 千代田村 ← 井長谷村［井堀］、三宅村［板葺］、実田村、吉田村、豊田村、大江村［梅須賀］
  - 稲沢町 ← 大江村［大塚・平野・小寺・池部・横地・重本］、稲沢町、一治村、国府宮村、山形村、下津村、中島村［木全・石橋］、稲保村［稲島］
  - 萩原町 ← 中島村［中島・西御堂・東宮重］、新明村、萩原町、日光村［花井方・富田方］
  - 苅安賀村 ← 日光村［毛受・馬引・福森］、稲保村［於保］、苅安賀村、三輪村、妙興寺村、高井村
  - 平和村 ← 六輪村、左右川村、井長谷村［須ヶ谷］、三宅村［三宅・東城］
- 明治41年（1908年）5月1日 - 苅安賀村が改称して大和村となる。
- 明治42年（1909年）10月1日 -  大里村の一部（西市場）が西春日井郡清洲町に編入。
- 大正10年（1921年）9月1日 - 一宮町が市制施行して一宮市となり、郡より離脱。（5町8村）
- 大正12年（1923年）4月1日 - 郡会が廃止。郡役所は存続。
- 大正15年（1926年）7月1日 - 郡役所が廃止。以降は地域区分名称となる。
- 昭和16年（1941年）5月10日 - 今伊勢村が町制施行して今伊勢町となる。（6町7村）
- 昭和26年（1951年）3月1日 - 大和村が町制施行して大和町となる。（7町6村）
- 昭和29年（1954年）4月1日 - 平和村が町制施行して平和町となる。（8町5村）
- 昭和30年（1955年）
  - 1月1日 - 起町・朝日村が合併して尾西市が発足し、郡より離脱。（7町4村）
  - 4月1日（3町4村）
    - 大和町・奥町・萩原町および今伊勢町の一部（馬寄・本神戸・新神戸・宮後）が一宮市に編入。
    - 今伊勢町の残部（開明）が尾西市に編入。

  - 4月15日 - 稲沢町・明治村・千代田村・大里村が合併し、改めて稲沢町が発足。（3町1村）
- 昭和31年（1956年）9月30日 - 長岡村が祖父江町に編入。（3町）
- 昭和33年（1958年）11月1日 - 稲沢町が市制施行して稲沢市となり、郡より離脱。（2町）
- 平成17年（2005年）4月1日 - 祖父江町・平和町が稲沢市に編入。同日中島郡消滅。

### 変遷表
| 明治22年以前              | 明治22年以前              | 明治22年 10月1日 町村制施行 | 明治22年 - 明治38年           | 明治39年 - 大正15年           | 明治39年 - 大正15年                     | 昭和元年 - 昭和29年           | 昭和30年 - 昭和64年            | 昭和30年 - 昭和64年         | 平成元年 - 現在                     | 現在   |
| ------------------------- | ------------------------- | --------------------------- | ----------------------------- | ----------------------------- | --------------------------------------- | ----------------------------- | ------------------------------ | --------------------------- | ----------------------------------- | ------ |
| 一之宮村                  | 一宮村                    | 一宮町                      | 一宮町                        | 一宮町                        | 大正10年9月1日 市制 一宮市              | 一宮市                        | 一宮市                         | 一宮市                      | 一宮市                              | 一宮市 |
| 一色村                    |                           | 一宮町                      | 一宮町                        | 一宮町                        | 大正10年9月1日 市制 一宮市              | 一宮市                        | 一宮市                         | 一宮市                      | 一宮市                              | 一宮市 |
| 奥村                      | 奥村                      | 奥村                        | 明治27年9月13日 町制 奥町     | 奥町                          | 奥町                                    | 奥町                          | 昭和30年4月1日 一宮市に編入    | 一宮市                      | 一宮市                              | 一宮市 |
| 萩原村                    | 萩原村                    | 萩原村                      | 明治29年4月29日 町制 萩原町   | 明治39年5月10日 合併 萩原町   | 明治39年5月10日 合併 萩原町             | 萩原町                        | 昭和30年4月1日 一宮市に編入    | 一宮市                      | 一宮市                              | 一宮市 |
| 西之川村                  | 萩原村                    | 萩原村                      | 明治29年4月29日 町制 萩原町   | 明治39年5月10日 合併 萩原町   | 明治39年5月10日 合併 萩原町             | 萩原町                        | 昭和30年4月1日 一宮市に編入    | 一宮市                      | 一宮市                              | 一宮市 |
| 二子村                    | 萩原村                    | 萩原村                      | 明治29年4月29日 町制 萩原町   | 明治39年5月10日 合併 萩原町   | 明治39年5月10日 合併 萩原町             | 萩原町                        | 昭和30年4月1日 一宮市に編入    | 一宮市                      | 一宮市                              | 一宮市 |
| 滝村                      |                           | 萩原村                      | 明治29年4月29日 町制 萩原町   | 明治39年5月10日 合併 萩原町   | 明治39年5月10日 合併 萩原町             | 萩原町                        | 昭和30年4月1日 一宮市に編入    | 一宮市                      | 一宮市                              | 一宮市 |
| 高松村                    |                           | 萩原村                      | 明治29年4月29日 町制 萩原町   | 明治39年5月10日 合併 萩原町   | 明治39年5月10日 合併 萩原町             | 萩原町                        | 昭和30年4月1日 一宮市に編入    | 一宮市                      | 一宮市                              | 一宮市 |
| 戸刈村                    |                           | 萩原村                      | 明治29年4月29日 町制 萩原町   | 明治39年5月10日 合併 萩原町   | 明治39年5月10日 合併 萩原町             | 萩原町                        | 昭和30年4月1日 一宮市に編入    | 一宮市                      | 一宮市                              | 一宮市 |
| 築込村                    |                           | 萩原村                      | 明治29年4月29日 町制 萩原町   | 明治39年5月10日 合併 萩原町   | 明治39年5月10日 合併 萩原町             | 萩原町                        | 昭和30年4月1日 一宮市に編入    | 一宮市                      | 一宮市                              | 一宮市 |
| 朝宮村                    |                           | 萩原村                      | 明治29年4月29日 町制 萩原町   | 明治39年5月10日 合併 萩原町   | 明治39年5月10日 合併 萩原町             | 萩原町                        | 昭和30年4月1日 一宮市に編入    | 一宮市                      | 一宮市                              | 一宮市 |
| 串作村                    |                           | 萩原村                      | 明治29年4月29日 町制 萩原町   | 明治39年5月10日 合併 萩原町   | 明治39年5月10日 合併 萩原町             | 萩原町                        | 昭和30年4月1日 一宮市に編入    | 一宮市                      | 一宮市                              | 一宮市 |
| 林野村                    | 林野村                    | 新明村                      | 新明村                        | 明治39年5月10日 合併 萩原町   | 明治39年5月10日 合併 萩原町             | 萩原町                        | 昭和30年4月1日 一宮市に編入    | 一宮市                      | 一宮市                              | 一宮市 |
| 高木村                    |                           | 新明村                      | 新明村                        | 明治39年5月10日 合併 萩原町   | 明治39年5月10日 合併 萩原町             | 萩原町                        | 昭和30年4月1日 一宮市に編入    | 一宮市                      | 一宮市                              | 一宮市 |
| 西宮重村                  |                           | 新明村                      | 新明村                        | 明治39年5月10日 合併 萩原町   | 明治39年5月10日 合併 萩原町             | 萩原町                        | 昭和30年4月1日 一宮市に編入    | 一宮市                      | 一宮市                              | 一宮市 |
| 河田方村                  |                           | 新明村                      | 新明村                        | 明治39年5月10日 合併 萩原町   | 明治39年5月10日 合併 萩原町             | 萩原町                        | 昭和30年4月1日 一宮市に編入    | 一宮市                      | 一宮市                              | 一宮市 |
| 中島村                    | 中島村                    | 中島村 （一部）             | 中島村 （一部）               | 明治39年5月10日 合併 萩原町   | 明治39年5月10日 合併 萩原町             | 萩原町                        | 昭和30年4月1日 一宮市に編入    | 一宮市                      | 一宮市                              | 一宮市 |
| 西御堂村                  |                           | 中島村 （一部）             | 中島村 （一部）               | 明治39年5月10日 合併 萩原町   | 明治39年5月10日 合併 萩原町             | 萩原町                        | 昭和30年4月1日 一宮市に編入    | 一宮市                      | 一宮市                              | 一宮市 |
| 東宮重村                  |                           | 中島村 （一部）             | 中島村 （一部）               | 明治39年5月10日 合併 萩原町   | 明治39年5月10日 合併 萩原町             | 萩原町                        | 昭和30年4月1日 一宮市に編入    | 一宮市                      | 一宮市                              | 一宮市 |
| 富田方村                  | 富田方村                  | 日光村                      | 日光村                        | 明治39年5月10日 合併 萩原町   | 明治39年5月10日 合併 萩原町             | 萩原町                        | 昭和30年4月1日 一宮市に編入    | 一宮市                      | 一宮市                              | 一宮市 |
| 花井方村                  |                           | 日光村                      | 日光村                        | 明治39年5月10日 合併 萩原町   | 明治39年5月10日 合併 萩原町             | 萩原町                        | 昭和30年4月1日 一宮市に編入    | 一宮市                      | 一宮市                              | 一宮市 |
| 毛受村                    | 毛受村                    | 日光村                      | 日光村                        | 明治39年5月10日 合併 苅安賀村 | 明治41年4月30日 改称 大和村             | 昭和26年3月1日 町制 大和町    | 昭和30年4月1日 一宮市に編入    | 一宮市                      | 一宮市                              | 一宮市 |
| 馬引村                    |                           | 日光村                      | 日光村                        | 明治39年5月10日 合併 苅安賀村 | 明治41年4月30日 改称 大和村             | 昭和26年3月1日 町制 大和町    | 昭和30年4月1日 一宮市に編入    | 一宮市                      | 一宮市                              | 一宮市 |
| 福森村                    |                           | 日光村                      | 日光村                        | 明治39年5月10日 合併 苅安賀村 | 明治41年4月30日 改称 大和村             | 昭和26年3月1日 町制 大和町    | 昭和30年4月1日 一宮市に編入    | 一宮市                      | 一宮市                              | 一宮市 |
| 苅安賀村                  | 苅安賀村                  | 苅安賀村                    | 苅安賀村                      | 明治39年5月10日 合併 苅安賀村 | 明治41年4月30日 改称 大和村             | 昭和26年3月1日 町制 大和町    | 昭和30年4月1日 一宮市に編入    | 一宮市                      | 一宮市                              | 一宮市 |
| 宮地花池村                | 宮地花池村                | 三輪村                      | 三輪村                        | 明治39年5月10日 合併 苅安賀村 | 明治41年4月30日 改称 大和村             | 昭和26年3月1日 町制 大和町    | 昭和30年4月1日 一宮市に編入    | 一宮市                      | 一宮市                              | 一宮市 |
| 戸塚村                    |                           | 三輪村                      | 三輪村                        | 明治39年5月10日 合併 苅安賀村 | 明治41年4月30日 改称 大和村             | 昭和26年3月1日 町制 大和町    | 昭和30年4月1日 一宮市に編入    | 一宮市                      | 一宮市                              | 一宮市 |
| 妙興寺村                  | 妙興寺村                  | 妙興寺村                    | 妙興寺村                      | 明治39年5月10日 合併 苅安賀村 | 明治41年4月30日 改称 大和村             | 昭和26年3月1日 町制 大和町    | 昭和30年4月1日 一宮市に編入    | 一宮市                      | 一宮市                              | 一宮市 |
| 氏永村                    |                           | 妙興寺村                    | 妙興寺村                      | 明治39年5月10日 合併 苅安賀村 | 明治41年4月30日 改称 大和村             | 昭和26年3月1日 町制 大和町    | 昭和30年4月1日 一宮市に編入    | 一宮市                      | 一宮市                              | 一宮市 |
| 北高井村                  | 北高井村                  | 高井村                      | 高井村                        | 明治39年5月10日 合併 苅安賀村 | 明治41年4月30日 改称 大和村             | 昭和26年3月1日 町制 大和町    | 昭和30年4月1日 一宮市に編入    | 一宮市                      | 一宮市                              | 一宮市 |
| 南高井村                  |                           | 高井村                      | 高井村                        | 明治39年5月10日 合併 苅安賀村 | 明治41年4月30日 改称 大和村             | 昭和26年3月1日 町制 大和町    | 昭和30年4月1日 一宮市に編入    | 一宮市                      | 一宮市                              | 一宮市 |
| 於保村                    | 於保村                    | 稲保村 （一部）             | 稲保村 （一部）               | 明治39年5月10日 合併 苅安賀村 | 明治41年4月30日 改称 大和村             | 昭和26年3月1日 町制 大和町    | 昭和30年4月1日 一宮市に編入    | 一宮市                      | 一宮市                              | 一宮市 |
| 馬寄村                    | 馬寄村                    | 馬寄村                      | 馬寄村                        | 明治39年5月10日 合併 今伊勢村 | 明治39年5月10日 合併 今伊勢村           | 昭和16年3月10日 町制 今伊勢町 | 昭和30年4月1日 一宮市に編入    | 一宮市                      | 一宮市                              | 一宮市 |
| 新神戸村                  | 新神戸村                  | 神戸村                      | 神戸村                        | 明治39年5月10日 合併 今伊勢村 | 明治39年5月10日 合併 今伊勢村           | 昭和16年3月10日 町制 今伊勢町 | 昭和30年4月1日 一宮市に編入    | 一宮市                      | 一宮市                              | 一宮市 |
| 本神戸村                  |                           | 神戸村                      | 神戸村                        | 明治39年5月10日 合併 今伊勢村 | 明治39年5月10日 合併 今伊勢村           | 昭和16年3月10日 町制 今伊勢町 | 昭和30年4月1日 一宮市に編入    | 一宮市                      | 一宮市                              | 一宮市 |
| 宮後村                    | 宮後村                    | 開明村                      | 明治32年8月21日 神戸村に編入  | 明治39年5月10日 合併 今伊勢村 | 明治39年5月10日 合併 今伊勢村           | 昭和16年3月10日 町制 今伊勢町 | 昭和30年4月1日 一宮市に編入    | 一宮市                      | 一宮市                              | 一宮市 |
| 野府村                    | 開明村                    | 開明村                      | 開明村                        | 明治39年5月10日 合併 今伊勢村 | 明治39年5月10日 合併 今伊勢村           | 昭和16年3月10日 町制 今伊勢町 | 昭和30年4月1日 尾西市に編入    | 尾西市                      | 平成17年4月1日 一宮市に編入         | 一宮市 |
| 小原新田                  | 開明村                    | 開明村                      | 開明村                        | 明治39年5月10日 合併 今伊勢村 | 明治39年5月10日 合併 今伊勢村           | 昭和16年3月10日 町制 今伊勢町 | 昭和30年4月1日 尾西市に編入    | 尾西市                      | 平成17年4月1日 一宮市に編入         | 一宮市 |
| 起村                      | 起村                      | 起村                        | 明治29年2月24日 町制 起町     | 明治39年5月10日 合併 起町     | 明治39年5月10日 合併 起町               | 起町                          | 昭和30年1月1日 市制 尾西市     | 尾西市                      | 平成17年4月1日 一宮市に編入         | 一宮市 |
| 小信中島村                | 小信中島村                | 小信中島村                  | 小信中島村                    | 明治39年5月10日 合併 起町     | 明治39年5月10日 合併 起町               | 起町                          | 昭和30年1月1日 市制 尾西市     | 尾西市                      | 平成17年4月1日 一宮市に編入         | 一宮市 |
| 苅安賀新田                | 苅安賀新田                | 三條村                      | 三條村                        | 明治39年5月10日 合併 起町     | 明治39年5月10日 合併 起町               | 起町                          | 昭和30年1月1日 市制 尾西市     | 尾西市                      | 平成17年4月1日 一宮市に編入         | 一宮市 |
| 板倉村                    |                           | 三條村                      | 三條村                        | 明治39年5月10日 合併 起町     | 明治39年5月10日 合併 起町               | 起町                          | 昭和30年1月1日 市制 尾西市     | 尾西市                      | 平成17年4月1日 一宮市に編入         | 一宮市 |
| 宮新田                    |                           | 三條村                      | 三條村                        | 明治39年5月10日 合併 起町     | 明治39年5月10日 合併 起町               | 起町                          | 昭和30年1月1日 市制 尾西市     | 尾西市                      | 平成17年4月1日 一宮市に編入         | 一宮市 |
| 西五城村                  | 西五城村                  | 大徳村                      | 大徳村                        | 明治39年5月10日 合併 起町     | 明治39年5月10日 合併 起町               | 起町                          | 昭和30年1月1日 市制 尾西市     | 尾西市                      | 平成17年4月1日 一宮市に編入         | 一宮市 |
| 東五城村                  |                           | 大徳村                      | 大徳村                        | 明治39年5月10日 合併 起町     | 明治39年5月10日 合併 起町               | 起町                          | 昭和30年1月1日 市制 尾西市     | 尾西市                      | 平成17年4月1日 一宮市に編入         | 一宮市 |
| 今村                      | 北今村                    | 大徳村                      | 大徳村                        | 明治39年5月10日 合併 起町     | 明治39年5月10日 合併 起町               | 起町                          | 昭和30年1月1日 市制 尾西市     | 尾西市                      | 平成17年4月1日 一宮市に編入         | 一宮市 |
| 富田村                    |                           | 大徳村                      | 大徳村                        | 明治39年5月10日 合併 起町     | 明治39年5月10日 合併 起町               | 起町                          | 昭和30年1月1日 市制 尾西市     | 尾西市                      | 平成17年4月1日 一宮市に編入         | 一宮市 |
| 西萩原村                  | 西萩原村                  | 大徳村                      | 大徳村                        | 明治39年5月10日 合併 朝日村   | 明治39年5月10日 合併 朝日村             | 朝日村                        | 昭和30年1月1日 市制 尾西市     | 尾西市                      | 平成17年4月1日 一宮市に編入         | 一宮市 |
| 蓮池村                    |                           | 大徳村                      | 大徳村                        | 明治39年5月10日 合併 朝日村   | 明治39年5月10日 合併 朝日村             | 朝日村                        | 昭和30年1月1日 市制 尾西市     | 尾西市                      | 平成17年4月1日 一宮市に編入         | 一宮市 |
| 祐久村                    | 祐久村                    | 祐賀村                      | 祐賀村                        | 明治39年5月10日 合併 朝日村   | 明治39年5月10日 合併 朝日村             | 朝日村                        | 昭和30年1月1日 市制 尾西市     | 尾西市                      | 平成17年4月1日 一宮市に編入         | 一宮市 |
| 岐阜県中島郡 東加賀野井村 | 愛知県中島郡 東加賀野井村 | 祐賀村                      | 祐賀村                        | 明治39年5月10日 合併 朝日村   | 明治39年5月10日 合併 朝日村             | 朝日村                        | 昭和30年1月1日 市制 尾西市     | 尾西市                      | 平成17年4月1日 一宮市に編入         | 一宮市 |
| 上祖父江村                | 上祖父江村                | 上祖父江村                  | 上祖父江村                    | 明治39年5月10日 合併 朝日村   | 明治39年5月10日 合併 朝日村             | 朝日村                        | 昭和30年1月1日 市制 尾西市     | 尾西市                      | 平成17年4月1日 一宮市に編入         | 一宮市 |
| 中野村                    | 西中野村                  | 上祖父江村                  | 上祖父江村                    | 明治39年5月10日 合併 朝日村   | 明治39年5月10日 合併 朝日村             | 朝日村                        | 昭和30年1月1日 市制 尾西市     | 尾西市                      | 平成17年4月1日 一宮市に編入         | 一宮市 |
| 阿古井村                  | 明地村                    | 明地村                      | 明地村                        | 明治39年5月10日 合併 朝日村   | 明治39年5月10日 合併 朝日村             | 朝日村                        | 昭和30年1月1日 市制 尾西市     | 尾西市                      | 平成17年4月1日 一宮市に編入         | 一宮市 |
| 吉藤村                    | 明地村                    | 明地村                      | 明地村                        | 明治39年5月10日 合併 朝日村   | 明治39年5月10日 合併 朝日村             | 朝日村                        | 昭和30年1月1日 市制 尾西市     | 尾西市                      | 平成17年4月1日 一宮市に編入         | 一宮市 |
| 玉野村                    | 玉野村                    | 玉野村                      | 玉野村                        | 明治39年5月10日 合併 朝日村   | 明治39年5月10日 合併 朝日村             | 朝日村                        | 昭和30年1月1日 市制 尾西市     | 尾西市                      | 平成17年4月1日 一宮市に編入         | 一宮市 |
| 四貫村                    | 四貫村                    | 四貫村                      | 四貫村                        | 明治39年5月10日 合併 長岡村   | 明治39年5月10日 合併 長岡村             | 長岡村                        | 昭和31年9月30日 祖父江町に編入 | 祖父江町                    | 平成17年4月1日 稲沢市に編入         | 稲沢市 |
| 西鵜之本村                | 西鵜之本村                | 西鵜之本村                  | 西鵜之本村                    | 明治39年5月10日 合併 長岡村   | 明治39年5月10日 合併 長岡村             | 長岡村                        | 昭和31年9月30日 祖父江町に編入 | 祖父江町                    | 平成17年4月1日 稲沢市に編入         | 稲沢市 |
| 神明津村                  | 神明津村                  | 神明津村                    | 神明津村                      | 明治39年5月10日 合併 長岡村   | 明治39年5月10日 合併 長岡村             | 長岡村                        | 昭和31年9月30日 祖父江町に編入 | 祖父江町                    | 平成17年4月1日 稲沢市に編入         | 稲沢市 |
| 岐阜県中島郡 馬飼村       | 愛知県中島郡 馬飼村       | 馬飼村                      | 馬飼村                        | 明治39年5月10日 合併 長岡村   | 明治39年5月10日 合併 長岡村             | 長岡村                        | 昭和31年9月30日 祖父江町に編入 | 祖父江町                    | 平成17年4月1日 稲沢市に編入         | 稲沢市 |
| 岐阜県中島郡 拾町野村     | 愛知県中島郡 拾町野村     | 拾町野村                    | 拾町野村                      | 明治39年5月10日 合併 長岡村   | 明治39年5月10日 合併 長岡村             | 長岡村                        | 昭和31年9月30日 祖父江町に編入 | 祖父江町                    | 平成17年4月1日 稲沢市に編入         | 稲沢市 |
| 岐阜県中島郡 三十町村     | 愛知県中島郡 三十町村     | 祖父江村                    | 明治29年8月17日 町制 祖父江町 | 明治39年5月10日 合併 祖父江町 | 明治39年5月10日 合併 祖父江町           | 祖父江町                      | 祖父江町                       | 祖父江町                    | 平成17年4月1日 稲沢市に編入         | 稲沢市 |
| 下祖父江村                |                           | 祖父江村                    | 明治29年8月17日 町制 祖父江町 | 明治39年5月10日 合併 祖父江町 | 明治39年5月10日 合併 祖父江町           | 祖父江町                      | 祖父江町                       | 祖父江町                    | 平成17年4月1日 稲沢市に編入         | 稲沢市 |
| 上丸渕村                  | 三丸渕村                  | 丸甲村                      | 丸甲村                        | 明治39年5月10日 合併 祖父江町 | 明治39年5月10日 合併 祖父江町           | 祖父江町                      | 祖父江町                       | 祖父江町                    | 平成17年4月1日 稲沢市に編入         | 稲沢市 |
| 中丸渕村                  | 三丸渕村                  | 丸甲村                      | 丸甲村                        | 明治39年5月10日 合併 祖父江町 | 明治39年5月10日 合併 祖父江町           | 祖父江町                      | 祖父江町                       | 祖父江町                    | 平成17年4月1日 稲沢市に編入         | 稲沢市 |
| 下丸渕村                  | 三丸渕村                  | 丸甲村                      | 丸甲村                        | 明治39年5月10日 合併 祖父江町 | 明治39年5月10日 合併 祖父江町           | 祖父江町                      | 祖父江町                       | 祖父江町                    | 平成17年4月1日 稲沢市に編入         | 稲沢市 |
| 中島新田                  | 三丸渕村                  | 丸甲村                      | 丸甲村                        | 明治39年5月10日 合併 祖父江町 | 明治39年5月10日 合併 祖父江町           | 祖父江町                      | 祖父江町                       | 祖父江町                    | 平成17年4月1日 稲沢市に編入         | 稲沢市 |
| 甲山新田                  | 甲新田                    | 丸甲村                      | 丸甲村                        | 明治39年5月10日 合併 祖父江町 | 明治39年5月10日 合併 祖父江町           | 祖父江町                      | 祖父江町                       | 祖父江町                    | 平成17年4月1日 稲沢市に編入         | 稲沢市 |
| 甲新田                    | 甲新田                    | 丸甲村                      | 丸甲村                        | 明治39年5月10日 合併 祖父江町 | 明治39年5月10日 合併 祖父江町           | 祖父江町                      | 祖父江町                       | 祖父江町                    | 平成17年4月1日 稲沢市に編入         | 稲沢市 |
| 本甲村                    | 領内村                    | 領内村                      |                               | 明治39年5月10日 合併 祖父江町 | 明治39年5月10日 合併 祖父江町           | 祖父江町                      | 祖父江町                       | 祖父江町                    | 平成17年4月1日 稲沢市に編入         | 稲沢市 |
| 二俣村                    | 領内村                    | 領内村                      | 二俣村                        | 明治39年5月10日 合併 祖父江町 | 明治39年5月10日 合併 祖父江町           | 祖父江町                      | 祖父江町                       | 祖父江町                    | 平成17年4月1日 稲沢市に編入         | 稲沢市 |
| 海西郡 領内草平新田       | 領内村                    | 領内村                      | 二俣村                        | 明治39年5月10日 合併 祖父江町 | 明治39年5月10日 合併 祖父江町           | 祖父江町                      | 祖父江町                       | 祖父江町                    | 平成17年4月1日 稲沢市に編入         | 稲沢市 |
| 桜方村                    | 領内村                    | 領内村                      |                               | 明治39年5月10日 合併 祖父江町 | 明治39年5月10日 合併 祖父江町           | 祖父江町                      | 祖父江町                       | 祖父江町                    | 平成17年4月1日 稲沢市に編入         | 稲沢市 |
| 桜方村                    | 領内村                    | 領内村                      |                               | 明治39年5月10日 合併 祖父江町 | 明治39年5月10日 合併 祖父江町           | 祖父江町                      | 祖父江町                       | 祖父江町                    | 平成17年4月1日 稲沢市に編入         | 稲沢市 |
| 大牧村                    | 領内村                    | 領内村                      |                               | 明治39年5月10日 合併 祖父江町 | 明治39年5月10日 合併 祖父江町           | 祖父江町                      | 祖父江町                       | 祖父江町                    | 平成17年4月1日 稲沢市に編入         | 稲沢市 |
| 柿木島村                  | 島本村                    | 牧川村                      | 牧川村                        | 明治39年5月10日 合併 祖父江町 | 明治39年5月10日 合併 祖父江町           | 祖父江町                      | 祖父江町                       | 祖父江町                    | 平成17年4月1日 稲沢市に編入         | 稲沢市 |
| 東鵜之本村                | 島本村                    | 牧川村                      | 牧川村                        | 明治39年5月10日 合併 祖父江町 | 明治39年5月10日 合併 祖父江町           | 祖父江町                      | 祖父江町                       | 祖父江町                    | 平成17年4月1日 稲沢市に編入         | 稲沢市 |
| 寺内村                    | 両寺内村                  | 牧川村                      | 牧川村                        | 明治39年5月10日 合併 祖父江町 | 明治39年5月10日 合併 祖父江町           | 祖父江町                      | 祖父江町                       | 祖父江町                    | 平成17年4月1日 稲沢市に編入         | 稲沢市 |
| 本郷寺内村                | 両寺内村                  | 牧川村                      | 牧川村                        | 明治39年5月10日 合併 祖父江町 | 明治39年5月10日 合併 祖父江町           | 祖父江町                      | 祖父江町                       | 祖父江町                    | 平成17年4月1日 稲沢市に編入         | 稲沢市 |
| 上牧村                    |                           | 牧川村                      | 牧川村                        | 明治39年5月10日 合併 祖父江町 | 明治39年5月10日 合併 祖父江町           | 祖父江町                      | 祖父江町                       | 祖父江町                    | 平成17年4月1日 稲沢市に編入         | 稲沢市 |
| 中牧村                    |                           | 牧川村                      | 牧川村                        | 明治39年5月10日 合併 祖父江町 | 明治39年5月10日 合併 祖父江町           | 祖父江町                      | 祖父江町                       | 祖父江町                    | 平成17年4月1日 稲沢市に編入         | 稲沢市 |
| 野田村                    |                           | 牧川村                      | 牧川村                        | 明治39年5月10日 合併 祖父江町 | 明治39年5月10日 合併 祖父江町           | 祖父江町                      | 祖父江町                       | 祖父江町                    | 平成17年4月1日 稲沢市に編入         | 稲沢市 |
| 山崎村                    | 山崎村                    | 山崎村                      | 山崎村                        | 明治39年5月10日 合併 祖父江町 | 明治39年5月10日 合併 祖父江町           | 祖父江町                      | 祖父江町                       | 祖父江町                    | 平成17年4月1日 稲沢市に編入         | 稲沢市 |
| 下起村                    | 下起村                    | 六輪村                      | 六輪村                        | 明治39年5月2日 合併 平和村    | 明治39年5月2日 合併 平和村              | 昭和29年4月1日 町制 平和町    | 平和町                         | 平和町                      | 平成17年4月1日 稲沢市に編入         | 稲沢市 |
| 嫁振新田                  |                           | 六輪村                      | 六輪村                        | 明治39年5月2日 合併 平和村    | 明治39年5月2日 合併 平和村              | 昭和29年4月1日 町制 平和町    | 平和町                         | 平和町                      | 平成17年4月1日 稲沢市に編入         | 稲沢市 |
| 勝幡新田                  |                           | 六輪村                      | 六輪村                        | 明治39年5月2日 合併 平和村    | 明治39年5月2日 合併 平和村              | 昭和29年4月1日 町制 平和町    | 平和町                         | 平和町                      | 平成17年4月1日 稲沢市に編入         | 稲沢市 |
| 城西村                    |                           | 六輪村                      | 六輪村                        | 明治39年5月2日 合併 平和村    | 明治39年5月2日 合併 平和村              | 昭和29年4月1日 町制 平和町    | 平和町                         | 平和町                      | 平成17年4月1日 稲沢市に編入         | 稲沢市 |
| 塩川新田                  | 塩川村                    | 六輪村                      | 六輪村                        | 明治39年5月2日 合併 平和村    | 明治39年5月2日 合併 平和村              | 昭和29年4月1日 町制 平和町    | 平和町                         | 平和町                      | 平成17年4月1日 稲沢市に編入         | 稲沢市 |
| 塩川山新田                | 塩川新田                  | 六輪村                      | 六輪村                        | 明治39年5月2日 合併 平和村    | 明治39年5月2日 合併 平和村              | 昭和29年4月1日 町制 平和町    | 平和町                         | 平和町                      | 平成17年4月1日 稲沢市に編入         | 稲沢市 |
| 鷲尾村                    | 新開村                    | 左右川村                    | 左右川村                      | 明治39年5月2日 合併 平和村    | 明治39年5月2日 合併 平和村              | 昭和29年4月1日 町制 平和町    | 平和町                         | 平和町                      | 平成17年4月1日 稲沢市に編入         | 稲沢市 |
| 丸渕村                    | 新開村                    | 左右川村                    | 左右川村                      | 明治39年5月2日 合併 平和村    | 明治39年5月2日 合併 平和村              | 昭和29年4月1日 町制 平和町    | 平和町                         | 平和町                      | 平成17年4月1日 稲沢市に編入         | 稲沢市 |
| 法立村                    |                           | 左右川村                    | 左右川村                      | 明治39年5月2日 合併 平和村    | 明治39年5月2日 合併 平和村              | 昭和29年4月1日 町制 平和町    | 平和町                         | 平和町                      | 平成17年4月1日 稲沢市に編入         | 稲沢市 |
| 西光坊村                  |                           | 左右川村                    | 左右川村                      | 明治39年5月2日 合併 平和村    | 明治39年5月2日 合併 平和村              | 昭和29年4月1日 町制 平和町    | 平和町                         | 平和町                      | 平成17年4月1日 稲沢市に編入         | 稲沢市 |
| 横池村                    |                           | 左右川村                    | 左右川村                      | 明治39年5月2日 合併 平和村    | 明治39年5月2日 合併 平和村              | 昭和29年4月1日 町制 平和町    | 平和町                         | 平和町                      | 平成17年4月1日 稲沢市に編入         | 稲沢市 |
| 平池村                    |                           | 左右川村                    | 左右川村                      | 明治39年5月2日 合併 平和村    | 明治39年5月2日 合併 平和村              | 昭和29年4月1日 町制 平和町    | 平和町                         | 平和町                      | 平成17年4月1日 稲沢市に編入         | 稲沢市 |
| 三宅村                    | 三宅村                    | 三宅村 （一部）             | 三宅村 （一部）               | 明治39年5月2日 合併 平和村    | 明治39年5月2日 合併 平和村              | 昭和29年4月1日 町制 平和町    | 平和町                         | 平和町                      | 平成17年4月1日 稲沢市に編入         | 稲沢市 |
| 清兵衛新田                | 三宅村                    | 三宅村 （一部）             | 三宅村 （一部）               | 明治39年5月2日 合併 平和村    | 明治39年5月2日 合併 平和村              | 昭和29年4月1日 町制 平和町    | 平和町                         | 平和町                      | 平成17年4月1日 稲沢市に編入         | 稲沢市 |
| 東城村                    |                           | 三宅村 （一部）             | 三宅村 （一部）               | 明治39年5月2日 合併 平和村    | 明治39年5月2日 合併 平和村              | 昭和29年4月1日 町制 平和町    | 平和町                         | 平和町                      | 平成17年4月1日 稲沢市に編入         | 稲沢市 |
| 須ヶ谷村                  | 須ヶ谷村                  | 井長谷村 （一部）           | 井長谷村 （一部）             | 明治39年5月2日 合併 平和村    | 明治39年5月2日 合併 平和村              | 昭和29年4月1日 町制 平和町    | 平和町                         | 平和町                      | 平成17年4月1日 稲沢市に編入         | 稲沢市 |
| 稲葉村                    | 稲沢村                    | 稲沢町                      | 稲沢町                        | 明治39年5月10日 合併 稲沢町   | 明治39年5月10日 合併 稲沢町             | 稲沢町                        | 昭和30年4月15日 合併 稲沢町    | 昭和33年11月1日 市制 稲沢市 | 稲沢市                              | 稲沢市 |
| 小沢村                    | 稲沢村                    | 稲沢町                      | 稲沢町                        | 明治39年5月10日 合併 稲沢町   | 明治39年5月10日 合併 稲沢町             | 稲沢町                        | 昭和30年4月15日 合併 稲沢町    | 昭和33年11月1日 市制 稲沢市 | 稲沢市                              | 稲沢市 |
| 桜木村                    |                           | 稲沢町                      | 稲沢町                        | 明治39年5月10日 合併 稲沢町   | 明治39年5月10日 合併 稲沢町             | 稲沢町                        | 昭和30年4月15日 合併 稲沢町    | 昭和33年11月1日 市制 稲沢市 | 稲沢市                              | 稲沢市 |
| 下津村                    | 下津村                    | 下津村                      | 下津村                        | 明治39年5月10日 合併 稲沢町   | 明治39年5月10日 合併 稲沢町             | 稲沢町                        | 昭和30年4月15日 合併 稲沢町    | 昭和33年11月1日 市制 稲沢市 | 稲沢市                              | 稲沢市 |
| 赤池村                    | 赤池村                    | 山形村                      | 山形村                        | 明治39年5月10日 合併 稲沢町   | 明治39年5月10日 合併 稲沢町             | 稲沢町                        | 昭和30年4月15日 合併 稲沢町    | 昭和33年11月1日 市制 稲沢市 | 稲沢市                              | 稲沢市 |
| 陸田村                    |                           | 山形村                      | 山形村                        | 明治39年5月10日 合併 稲沢町   | 明治39年5月10日 合併 稲沢町             | 稲沢町                        | 昭和30年4月15日 合併 稲沢町    | 昭和33年11月1日 市制 稲沢市 | 稲沢市                              | 稲沢市 |
| 子生和村                  |                           | 山形村                      | 山形村                        | 明治39年5月10日 合併 稲沢町   | 明治39年5月10日 合併 稲沢町             | 稲沢町                        | 昭和30年4月15日 合併 稲沢町    | 昭和33年11月1日 市制 稲沢市 | 稲沢市                              | 稲沢市 |
| 長野村                    |                           | 山形村                      | 山形村                        | 明治39年5月10日 合併 稲沢町   | 明治39年5月10日 合併 稲沢町             | 稲沢町                        | 昭和30年4月15日 合併 稲沢町    | 昭和33年11月1日 市制 稲沢市 | 稲沢市                              | 稲沢市 |
| 国府宮村                  | 国府宮村                  | 国府宮村                    | 国府宮村                      | 明治39年5月10日 合併 稲沢町   | 明治39年5月10日 合併 稲沢町             | 稲沢町                        | 昭和30年4月15日 合併 稲沢町    | 昭和33年11月1日 市制 稲沢市 | 稲沢市                              | 稲沢市 |
| 次郎丸村                  |                           | 国府宮村                    | 国府宮村                      | 明治39年5月10日 合併 稲沢町   | 明治39年5月10日 合併 稲沢町             | 稲沢町                        | 昭和30年4月15日 合併 稲沢町    | 昭和33年11月1日 市制 稲沢市 | 稲沢市                              | 稲沢市 |
| 島村                      |                           | 国府宮村                    | 国府宮村                      | 明治39年5月10日 合併 稲沢町   | 明治39年5月10日 合併 稲沢町             | 稲沢町                        | 昭和30年4月15日 合併 稲沢町    | 昭和33年11月1日 市制 稲沢市 | 稲沢市                              | 稲沢市 |
| 松下村                    |                           | 国府宮村                    | 国府宮村                      | 明治39年5月10日 合併 稲沢町   | 明治39年5月10日 合併 稲沢町             | 稲沢町                        | 昭和30年4月15日 合併 稲沢町    | 昭和33年11月1日 市制 稲沢市 | 稲沢市                              | 稲沢市 |
| 小池正明寺村              | 小池正明寺村              | 一治村                      | 一治村                        | 明治39年5月10日 合併 稲沢町   | 明治39年5月10日 合併 稲沢町             | 稲沢町                        | 昭和30年4月15日 合併 稲沢町    | 昭和33年11月1日 市制 稲沢市 | 稲沢市                              | 稲沢市 |
| 高御堂村                  |                           | 一治村                      | 一治村                        | 明治39年5月10日 合併 稲沢町   | 明治39年5月10日 合併 稲沢町             | 稲沢町                        | 昭和30年4月15日 合併 稲沢町    | 昭和33年11月1日 市制 稲沢市 | 稲沢市                              | 稲沢市 |
| 長束村                    |                           | 一治村                      | 一治村                        | 明治39年5月10日 合併 稲沢町   | 明治39年5月10日 合併 稲沢町             | 稲沢町                        | 昭和30年4月15日 合併 稲沢町    | 昭和33年11月1日 市制 稲沢市 | 稲沢市                              | 稲沢市 |
| 稲島村                    | 稲島村                    | 稲保村 （一部）             | 稲保村 （一部）               | 明治39年5月10日 合併 稲沢町   | 明治39年5月10日 合併 稲沢町             | 稲沢町                        | 昭和30年4月15日 合併 稲沢町    | 昭和33年11月1日 市制 稲沢市 | 稲沢市                              | 稲沢市 |
| 石橋村                    | 石橋村                    | 中島村 （一部）             | 中島村 （一部）               | 明治39年5月10日 合併 稲沢町   | 明治39年5月10日 合併 稲沢町             | 稲沢町                        | 昭和30年4月15日 合併 稲沢町    | 昭和33年11月1日 市制 稲沢市 | 稲沢市                              | 稲沢市 |
| 木全村                    |                           | 中島村 （一部）             | 中島村 （一部）               | 明治39年5月10日 合併 稲沢町   | 明治39年5月10日 合併 稲沢町             | 稲沢町                        | 昭和30年4月15日 合併 稲沢町    | 昭和33年11月1日 市制 稲沢市 | 稲沢市                              | 稲沢市 |
| 大塚村                    | 大塚村                    | 大塚村                      | 明治35年4月25日 合併 大江村   | 明治39年5月10日 合併 稲沢町   | 明治39年5月10日 合併 稲沢町             | 稲沢町                        | 昭和30年4月15日 合併 稲沢町    | 昭和33年11月1日 市制 稲沢市 | 稲沢市                              | 稲沢市 |
| 平野村                    | 平野村                    | 五郷村                      | 明治35年4月25日 合併 大江村   | 明治39年5月10日 合併 稲沢町   | 明治39年5月10日 合併 稲沢町             | 稲沢町                        | 昭和30年4月15日 合併 稲沢町    | 昭和33年11月1日 市制 稲沢市 | 稲沢市                              | 稲沢市 |
| 小寺村                    |                           | 五郷村                      | 明治35年4月25日 合併 大江村   | 明治39年5月10日 合併 稲沢町   | 明治39年5月10日 合併 稲沢町             | 稲沢町                        | 昭和30年4月15日 合併 稲沢町    | 昭和33年11月1日 市制 稲沢市 | 稲沢市                              | 稲沢市 |
| 重本村                    |                           | 五郷村                      | 明治35年4月25日 合併 大江村   | 明治39年5月10日 合併 稲沢町   | 明治39年5月10日 合併 稲沢町             | 稲沢町                        | 昭和30年4月15日 合併 稲沢町    | 昭和33年11月1日 市制 稲沢市 | 稲沢市                              | 稲沢市 |
| 池部村                    |                           | 五郷村                      | 明治35年4月25日 合併 大江村   | 明治39年5月10日 合併 稲沢町   | 明治39年5月10日 合併 稲沢町             | 稲沢町                        | 昭和30年4月15日 合併 稲沢町    | 昭和33年11月1日 市制 稲沢市 | 稲沢市                              | 稲沢市 |
| 横地村                    |                           | 五郷村                      | 明治35年4月25日 合併 大江村   | 明治39年5月10日 合併 稲沢町   | 明治39年5月10日 合併 稲沢町             | 稲沢町                        | 昭和30年4月15日 合併 稲沢町    | 昭和33年11月1日 市制 稲沢市 | 稲沢市                              | 稲沢市 |
| 梅須賀村                  | 梅須賀村                  | 梅代村                      | 明治35年4月25日 合併 大江村   | 明治39年5月10日 合併 千代田村 | 明治39年5月10日 合併 千代田村           | 千代田村                      | 昭和30年4月15日 合併 稲沢町    | 昭和33年11月1日 市制 稲沢市 | 稲沢市                              | 稲沢市 |
| 千代村                    | 千代村                    | 梅代村                      | 明治35年4月25日 豊田村に編入  | 明治39年5月10日 合併 千代田村 | 明治39年5月10日 合併 千代田村           | 千代田村                      | 昭和30年4月15日 合併 稲沢町    | 昭和33年11月1日 市制 稲沢市 | 稲沢市                              | 稲沢市 |
| 堀之内村                  | 堀之内村                  | 豊田村                      | 豊田村                        | 明治39年5月10日 合併 千代田村 | 明治39年5月10日 合併 千代田村           | 千代田村                      | 昭和30年4月15日 合併 稲沢町    | 昭和33年11月1日 市制 稲沢市 | 稲沢市                              | 稲沢市 |
| 北麻績村                  |                           | 豊田村                      | 豊田村                        | 明治39年5月10日 合併 千代田村 | 明治39年5月10日 合併 千代田村           | 千代田村                      | 昭和30年4月15日 合併 稲沢町    | 昭和33年11月1日 市制 稲沢市 | 稲沢市                              | 稲沢市 |
| 福島村                    |                           | 豊田村                      | 豊田村                        | 明治39年5月10日 合併 千代田村 | 明治39年5月10日 合併 千代田村           | 千代田村                      | 昭和30年4月15日 合併 稲沢町    | 昭和33年11月1日 市制 稲沢市 | 稲沢市                              | 稲沢市 |
| 野崎村                    |                           | 豊田村                      | 豊田村                        | 明治39年5月10日 合併 千代田村 | 明治39年5月10日 合併 千代田村           | 千代田村                      | 昭和30年4月15日 合併 稲沢町    | 昭和33年11月1日 市制 稲沢市 | 稲沢市                              | 稲沢市 |
| 西溝口村                  |                           | 豊田村                      | 豊田村                        | 明治39年5月10日 合併 千代田村 | 明治39年5月10日 合併 千代田村           | 千代田村                      | 昭和30年4月15日 合併 稲沢町    | 昭和33年11月1日 市制 稲沢市 | 稲沢市                              | 稲沢市 |
| 目比村                    | 目比村                    | 実田村                      | 実田村                        | 明治39年5月10日 合併 千代田村 | 明治39年5月10日 合併 千代田村           | 千代田村                      | 昭和30年4月15日 合併 稲沢町    | 昭和33年11月1日 市制 稲沢市 | 稲沢市                              | 稲沢市 |
| 今村                      |                           | 実田村                      | 実田村                        | 明治39年5月10日 合併 千代田村 | 明治39年5月10日 合併 千代田村           | 千代田村                      | 昭和30年4月15日 合併 稲沢町    | 昭和33年11月1日 市制 稲沢市 | 稲沢市                              | 稲沢市 |
| 氷室村                    |                           | 実田村                      | 実田村                        | 明治39年5月10日 合併 千代田村 | 明治39年5月10日 合併 千代田村           | 千代田村                      | 昭和30年4月15日 合併 稲沢町    | 昭和33年11月1日 市制 稲沢市 | 稲沢市                              | 稲沢市 |
| 坂田村                    |                           | 実田村                      | 実田村                        | 明治39年5月10日 合併 千代田村 | 明治39年5月10日 合併 千代田村           | 千代田村                      | 昭和30年4月15日 合併 稲沢町    | 昭和33年11月1日 市制 稲沢市 | 稲沢市                              | 稲沢市 |
| 南麻績村                  |                           | 実田村                      | 実田村                        | 明治39年5月10日 合併 千代田村 | 明治39年5月10日 合併 千代田村           | 千代田村                      | 昭和30年4月15日 合併 稲沢町    | 昭和33年11月1日 市制 稲沢市 | 稲沢市                              | 稲沢市 |
| 大矢村                    | 大矢村                    | 吉田村                      | 吉田村                        | 明治39年5月10日 合併 千代田村 | 明治39年5月10日 合併 千代田村           | 千代田村                      | 昭和30年4月15日 合併 稲沢町    | 昭和33年11月1日 市制 稲沢市 | 稲沢市                              | 稲沢市 |
| 込野村                    |                           | 吉田村                      | 吉田村                        | 明治39年5月10日 合併 千代田村 | 明治39年5月10日 合併 千代田村           | 千代田村                      | 昭和30年4月15日 合併 稲沢町    | 昭和33年11月1日 市制 稲沢市 | 稲沢市                              | 稲沢市 |
| 牛踏村                    |                           | 吉田村                      | 吉田村                        | 明治39年5月10日 合併 千代田村 | 明治39年5月10日 合併 千代田村           | 千代田村                      | 昭和30年4月15日 合併 稲沢町    | 昭和33年11月1日 市制 稲沢市 | 稲沢市                              | 稲沢市 |
| 付島村                    |                           | 吉田村                      | 吉田村                        | 明治39年5月10日 合併 千代田村 | 明治39年5月10日 合併 千代田村           | 千代田村                      | 昭和30年4月15日 合併 稲沢町    | 昭和33年11月1日 市制 稲沢市 | 稲沢市                              | 稲沢市 |
| 板葺村                    | 板葺村                    | 三宅村 （一部）             | 三宅村 （一部）               | 明治39年5月10日 合併 千代田村 | 明治39年5月10日 合併 千代田村           | 千代田村                      | 昭和30年4月15日 合併 稲沢町    | 昭和33年11月1日 市制 稲沢市 | 稲沢市                              | 稲沢市 |
| 井堀村                    | 井堀村                    | 井長谷村 （一部）           | 井長谷村 （一部）             | 明治39年5月10日 合併 千代田村 | 明治39年5月10日 合併 千代田村           | 千代田村                      | 昭和30年4月15日 合併 稲沢町    | 昭和33年11月1日 市制 稲沢市 | 稲沢市                              | 稲沢市 |
| 儀長村                    | 儀長村                    | 井長谷村 （一部）           | 井長谷村 （一部）             | 明治39年5月10日 合併 明治村   | 明治39年5月10日 合併 明治村             | 明治村                        | 昭和30年4月15日 合併 稲沢町    | 昭和33年11月1日 市制 稲沢市 | 稲沢市                              | 稲沢市 |
| 片原一色村                | 片原一色村                | 片原一色村                  | 片原一色村                    | 明治39年5月10日 合併 明治村   | 明治39年5月10日 合併 明治村             | 明治村                        | 昭和30年4月15日 合併 稲沢町    | 昭和33年11月1日 市制 稲沢市 | 稲沢市                              | 稲沢市 |
| 法花寺村                  | 法花寺村                  | 国分村                      | 国分村                        | 明治39年5月10日 合併 明治村   | 明治39年5月10日 合併 明治村             | 明治村                        | 昭和30年4月15日 合併 稲沢町    | 昭和33年11月1日 市制 稲沢市 | 稲沢市                              | 稲沢市 |
| 船橋村                    |                           | 国分村                      | 国分村                        | 明治39年5月10日 合併 明治村   | 明治39年5月10日 合併 明治村             | 明治村                        | 昭和30年4月15日 合併 稲沢町    | 昭和33年11月1日 市制 稲沢市 | 稲沢市                              | 稲沢市 |
| 矢合村                    |                           | 国分村                      | 国分村                        | 明治39年5月10日 合併 明治村   | 明治39年5月10日 合併 明治村             | 明治村                        | 昭和30年4月15日 合併 稲沢町    | 昭和33年11月1日 市制 稲沢市 | 稲沢市                              | 稲沢市 |
| 下屋村                    | 下屋村                    | 光堂村                      | 明治35年10月12日 合併 光郷村  | 明治39年5月10日 合併 明治村   | 明治39年5月10日 合併 明治村             | 明治村                        | 昭和30年4月15日 合併 稲沢町    | 昭和33年11月1日 市制 稲沢市 | 稲沢市                              | 稲沢市 |
| 浅井村                    |                           | 光堂村                      | 明治35年10月12日 合併 光郷村  | 明治39年5月10日 合併 明治村   | 明治39年5月10日 合併 明治村             | 明治村                        | 昭和30年4月15日 合併 稲沢町    | 昭和33年11月1日 市制 稲沢市 | 稲沢市                              | 稲沢市 |
| 竹腰村                    |                           | 光堂村                      | 明治35年10月12日 合併 光郷村  | 明治39年5月10日 合併 明治村   | 明治39年5月10日 合併 明治村             | 明治村                        | 昭和30年4月15日 合併 稲沢町    | 昭和33年11月1日 市制 稲沢市 | 稲沢市                              | 稲沢市 |
| 清水村                    |                           | 光堂村                      | 明治35年10月12日 合併 光郷村  | 明治39年5月10日 合併 明治村   | 明治39年5月10日 合併 明治村             | 明治村                        | 昭和30年4月15日 合併 稲沢町    | 昭和33年11月1日 市制 稲沢市 | 稲沢市                              | 稲沢市 |
| 天池村                    |                           | 光堂村                      | 明治35年10月12日 合併 光郷村  | 明治39年5月10日 合併 明治村   | 明治39年5月10日 合併 明治村             | 明治村                        | 昭和30年4月15日 合併 稲沢町    | 昭和33年11月1日 市制 稲沢市 | 稲沢市                              | 稲沢市 |
| 平村                      | 平村                      | 四郷村                      | 明治35年10月12日 合併 光郷村  | 明治39年5月10日 合併 明治村   | 明治39年5月10日 合併 明治村             | 明治村                        | 昭和30年4月15日 合併 稲沢町    | 昭和33年11月1日 市制 稲沢市 | 稲沢市                              | 稲沢市 |
| 中野村                    |                           | 四郷村                      | 明治35年10月12日 合併 光郷村  | 明治39年5月10日 合併 明治村   | 明治39年5月10日 合併 明治村             | 明治村                        | 昭和30年4月15日 合併 稲沢町    | 昭和33年11月1日 市制 稲沢市 | 稲沢市                              | 稲沢市 |
| 山口村                    |                           | 四郷村                      | 明治35年10月12日 合併 光郷村  | 明治39年5月10日 合併 明治村   | 明治39年5月10日 合併 明治村             | 明治村                        | 昭和30年4月15日 合併 稲沢町    | 昭和33年11月1日 市制 稲沢市 | 稲沢市                              | 稲沢市 |
| 馬場村                    |                           | 四郷村                      | 明治35年10月12日 合併 光郷村  | 明治39年5月10日 合併 明治村   | 明治39年5月10日 合併 明治村             | 明治村                        | 昭和30年4月15日 合併 稲沢町    | 昭和33年11月1日 市制 稲沢市 | 稲沢市                              | 稲沢市 |
| 西島村                    | 西島村                    | 西島村                      | 西島村                        | 明治39年5月10日 合併 明治村   | 明治39年5月10日 合併 明治村             | 明治村                        | 昭和30年4月15日 合併 稲沢町    | 昭和33年11月1日 市制 稲沢市 | 稲沢市                              | 稲沢市 |
| 横野村                    |                           | 西島村                      | 西島村                        | 明治39年5月10日 合併 明治村   | 明治39年5月10日 合併 明治村             | 明治村                        | 昭和30年4月15日 合併 稲沢町    | 昭和33年11月1日 市制 稲沢市 | 稲沢市                              | 稲沢市 |
| 北島村                    | 北島村                    | 北島村                      | 明治34年5月15日 合併 島田村   | 明治39年5月10日 合併 大里村   | 大里村                                  | 大里村                        | 昭和30年4月15日 合併 稲沢町    | 昭和33年11月1日 市制 稲沢市 | 稲沢市                              | 稲沢市 |
| 有松村                    | 高重村                    | 玉田村                      | 明治34年5月15日 合併 島田村   | 明治39年5月10日 合併 大里村   | 大里村                                  | 大里村                        | 昭和30年4月15日 合併 稲沢町    | 昭和33年11月1日 市制 稲沢市 | 稲沢市                              | 稲沢市 |
| 米屋村                    | 高重村                    | 玉田村                      | 明治34年5月15日 合併 島田村   | 明治39年5月10日 合併 大里村   | 大里村                                  | 大里村                        | 昭和30年4月15日 合併 稲沢町    | 昭和33年11月1日 市制 稲沢市 | 稲沢市                              | 稲沢市 |
| 中之庄村                  |                           | 玉田村                      | 明治34年5月15日 合併 島田村   | 明治39年5月10日 合併 大里村   | 大里村                                  | 大里村                        | 昭和30年4月15日 合併 稲沢町    | 昭和33年11月1日 市制 稲沢市 | 稲沢市                              | 稲沢市 |
| 堀田村                    |                           | 玉田村                      | 明治34年5月15日 合併 島田村   | 明治39年5月10日 合併 大里村   | 大里村                                  | 大里村                        | 昭和30年4月15日 合併 稲沢町    | 昭和33年11月1日 市制 稲沢市 | 稲沢市                              | 稲沢市 |
| 七ツ寺村                  |                           | 玉田村                      | 明治34年5月15日 合併 島田村   | 明治39年5月10日 合併 大里村   | 大里村                                  | 大里村                        | 昭和30年4月15日 合併 稲沢町    | 昭和33年11月1日 市制 稲沢市 | 稲沢市                              | 稲沢市 |
| 日下部村                  | 日下部村                  | 日下部村                    | 日下部村                      | 明治39年5月10日 合併 大里村   | 大里村                                  | 大里村                        | 昭和30年4月15日 合併 稲沢町    | 昭和33年11月1日 市制 稲沢市 | 稲沢市                              | 稲沢市 |
| 井之口村                  | 井之口村                  | 四家村                      | 四家村                        | 明治39年5月10日 合併 大里村   | 大里村                                  | 大里村                        | 昭和30年4月15日 合併 稲沢町    | 昭和33年11月1日 市制 稲沢市 | 稲沢市                              | 稲沢市 |
| 六角堂村                  |                           | 四家村                      | 四家村                        | 明治39年5月10日 合併 大里村   | 大里村                                  | 大里村                        | 昭和30年4月15日 合併 稲沢町    | 昭和33年11月1日 市制 稲沢市 | 稲沢市                              | 稲沢市 |
| 奥田村                    | 奥田村                    | 奥田村                      | 奥田村                        | 明治39年5月10日 合併 大里村   | 大里村                                  | 大里村                        | 昭和30年4月15日 合併 稲沢町    | 昭和33年11月1日 市制 稲沢市 | 稲沢市                              | 稲沢市 |
| 増田村                    | 増田村                    | 市田村                      | 市田村                        | 明治39年5月10日 合併 大里村   | 大里村                                  | 大里村                        | 昭和30年4月15日 合併 稲沢町    | 昭和33年11月1日 市制 稲沢市 | 稲沢市                              | 稲沢市 |
| 北市場村                  |                           | 市田村                      | 市田村                        | 明治39年5月10日 合併 大里村   | 大里村                                  | 大里村                        | 昭和30年4月15日 合併 稲沢町    | 昭和33年11月1日 市制 稲沢市 | 稲沢市                              | 稲沢市 |
| 西市場村                  | 西市場村                  | 市田村                      | 市田村                        | 明治39年5月10日 合併 大里村   | 明治42年10月1日 西春日井郡 清洲町に編入 | 西春日井郡清洲町 （一部）     | 西春日井郡清洲町 （一部）      | 西春日井郡清洲町 （一部）   | 平成17年7月7日 合併 清須市 （一部） | 清須市 |

## 行政
歴代郡長
| 代 | 氏名 | 就任年月日                 | 退任年月日                | 備考                   |
| -- | ---- | -------------------------- | ------------------------- | ---------------------- |
| 1  |      | 明治11年（1878年）12月20日 |                           |                        |
|    |      |                            | 大正15年（1926年）6月30日 | 郡役所廃止により、廃官 |